# Korlhalli, Mundargi
Korlhalli là một làng thuộc tehsil Mundargi, huyện Gadag, bang Karnataka, Ấn Độ.